# Бертон Альбіон
«Бертон Альбіон» (англ. «Burton Albion Football Club») — професійний англійський футбольний клуб з міста Бертон-апон-Трент, графство Стаффордшир. Заснований 1950 року. З 2005 року домашні ігри проводить на стадіоні «Піреллі» місткістю 6 912, 2 034 з яких сидячі, до цього — на стадіоні «Ітон Парк».